# Nicéforo Brienio (padre)
Nicéforo Brienio fue hijo mayor del etnarca Nicéforo Brienio. Ingresó al ejército bajo las órdenes de su padre en el reinado de Romano IV Diógenes del que fue hermano adoptivo. Apreciado por su inteligencia y rectitud participó junto al emperador en su última campaña contra los selyúcidas en 1071, fecha en la que obtuvo el título de magistros y Duque de Dirraquio (Dux de Dyrrachium). Aplastó el levantamiento eslavo de 1072 y fue el representante más distinguido de la aristocracia militar bizantina en el área europea del imperio. En noviembre de 1077 entró como emperador en Adrianópolis, su ciudad natal, y desde allí envió fuerzas contra las murallas de Constantinopla. Su alzamiento coincidió con el de su homónimo Nicéforo Botaniates en Asia Menor, quien le tomó la delantera y se hizo con la capital en marzo de 1078, forzando la renuncia de Miguel Parapinaces. Su rebelión fue sofocada poco después por Alejo Comneno, a la sazón uno de los generales de Botaniates. Fue cegado entre abril y mayo de 1078 y murió c. 1095.